# Fire Like This
Fire Like This è il secondo album della band Indie rock Blood Red Shoes, pubblicato dall'etichetta V2 Records il 1º marzo 2010 in Europa e il 12 ottobre dello stesso anno in Canada e negli Stati Uniti.

## Tracce
1. Don't Ask – 3:07
2. Light It Up – 3:59
3. It Is Happening – 3:40
4. When We Wake – 4:31
5. Keeping It Close – 3:21
6. Count Me Out – 3:37
7. Heartsink – 3:38
8. Follow The Lines – 3:31
9. One More Empty Chair – 4:23
10. Colours Fade – 7:06
11. We Get Bored – 3:44 – bonus track pubblicato in Giappone
12. Sulphites – 3:18 – bonus track